# Canton de Rezé-2
Le canton de Rezé-2 est une circonscription électorale française du département de la Loire-Atlantique.

## Histoire
Un nouveau découpage territorial de la Loire-Atlantique entre en vigueur à l'occasion des élections départementales de 2015. Il est défini par le décret du 25 février 2014, en application des lois du 17 mai 2013 (loi organique 2013-402 et loi 2013-403). Les conseillers départementaux sont, à compter de ces élections, élus au scrutin majoritaire binominal mixte. Les électeurs de chaque canton élisent au Conseil départemental, nouvelle appellation du Conseil général, deux membres de sexe différent, qui se présentent en binôme de candidats. Les conseillers départementaux sont élus pour 6 ans au scrutin binominal majoritaire à deux tours, l'accès au second tour nécessitant 12,5 % des inscrits au 1er tour. En outre la totalité des conseillers départementaux est renouvelée. Ce nouveau mode de scrutin nécessite un redécoupage des cantons dont le nombre est divisé par deux avec arrondi à l'unité impaire supérieure si ce nombre n'est pas entier impair, assorti de conditions de seuils minimaux. Dans la Loire-Atlantique, le nombre de cantons passe ainsi de 59 à 31.
Le canton de Rezé-2 est formé d'une fraction de la commune de Rezé auparavant répartie dans les anciens cantons de Bouaye et Rezé. Il est entièrement inclus dans l'arrondissement de Nantes. Le bureau centralisateur est situé à Rezé.

## Représentation
| Période élective | Période élective | Mandat | Mandat   | Identité          | Nuance | Nuance | Qualité |
| ---------------- | ---------------- | ------ | -------- | ----------------- | ------ | ------ | --- |
| 2015             | 2021             | 2015   | 2021     | Samuel Landier    |        | PS     | Ancien adjoint au maire de Rezé (2008-2015) |
| 2015             | 2021             | 2015   | 2021     | Malika Tararbit   |        | PS     | Cadre médico-social Ancienne adjointe au maire de Rezé (2014-2015) Vice-présidente au sport et aux activités de pleine nature                     |
| 2021             | 2028             | 2021   | en cours | Dominique Poirout |        | DVG    | Chargée de clientèle Adjointe au maire de Rezé (depuis 2020) 13e vice-présidente du conseil départemental, chargée de la culture et du patrimoine |
| 2021             | 2028             | 2021   | en cours | François Thiriet  |        | DVG    | Responsable de service CPAM |

### Résultats détaillés

#### Élections de mars 2015
À l'issue du 1er tour des élections départementales de 2015, deux binômes sont en ballottage : Samuel Landier et Malika Tararbit (PS, 36,56 %) et Brigitte Dousset et Antoine Gautier (Union de la Droite, 22,39 %). Le taux de participation est de 47,32 % (11 728 votants sur 24 787 inscrits) contre 50,7 % au niveau départemental et 50,17 % au niveau national.
Au second tour, Samuel Landier et Malika Tararbit (PS) sont élus avec 63,89 % des suffrages exprimés et un taux de participation de 44,58 % (6 457 voix pour 11 049 votants et 24 787 inscrits).

#### Élections de juin 2021
Le premier tour des élections départementales de 2021 est marqué par un très faible taux de participation (33,26 % au niveau national). Dans le canton de Rezé-2, ce taux de participation est de 30,88 % (8 161 votants sur 26 425 inscrits) contre 31,09 % au niveau départemental. À l'issue de ce premier tour, deux binômes sont en ballottage : Dominique Poirout et François Thiriet (DVG, 35,23 %) et Yann Quéméneur et Malika Tararbit (Union à gauche, 25,34 %).
Le second tour des élections est marqué une nouvelle fois par une abstention massive équivalente au premier tour. Les taux de participation sont de 34,36 % au niveau national, 32,4 % dans le département et 32,53 % dans le canton de Rezé-2. Dominique Poirout et François Thiriet (DVG) sont élus avec 59,27 % des suffrages exprimés (4 515 voix pour 8 597 votants et 26 431 inscrits),,.

## Composition
| Nom                          | Code Insee | Intercommunalité | Superficie (km2) | Population (dernière pop. légale)                | Densité (hab./km2) | Modifier                                    |
| ---------------------------- | ---------- | ---------------- | ---------------- | ------------------------------------------------ | ------------------ | ------------------------------------------- |
| Rezé (bureau centralisateur) | 44143      | Nantes Métropole | 13,78            | Fraction : 38 451 (2022) Commune : 43 349 (2022) | 3 146              | modifier les données · modifier les données |
| Canton de Rezé-2             | 4422       |                  |                  | 38 451 (2022)                                    |                    | modifier les données                        |

Le canton de Rezé-2 comprend la partie de la commune de Rezé non incluse dans le canton de Rezé-1.

## Démographie
En 2022, le canton comptait 38 451 habitants, en évolution de +9,39 % par rapport à 2016 (Loire-Atlantique : +6,68 %, France hors Mayotte : +2,11 %).
| 2013   | 2018   | 2022   |
| ------ | ------ | ------ |
| 34 176 | 37 104 | 38 451 |